# 夕焼けの歌
『夕焼けの歌』（ゆうやけのうた）は、近藤真彦の27作目のシングル。
1989年2月3日発売された。発売元はCBS/SONY RECORDS。

## 解説
近藤のロゴマークMK入りの特製ペーパースリーブ仕様。（EP）
CDジャケットはタイトル通り、夕焼け空が映し出されている。歌詞は、プラスティック・トレーの下半分に収納可能な6つ折りの紙に掲載されている。
2006年1月1日に発売された、歌手デビュー25周年記念商品『マッチ箱 〜25th Anniversary Complete Singles Edition〜』に、B面曲を含めてマキシシングル・サイズで復刻された。CD-BOXのみで、個別販売はしていない。
2006年2月8日に発売されたベスト・アルバム『MATCHY★BEST』に、デジタル・マスタリングが施された高音質で収録された。また、2007年のバレンタインデーに日本武道館で行われたライヴを収録したDVD「近藤真彦 '07 Valentine's Day in 武道館」には、歌唱シーンが収録されている。
バンドSOPHIAのヴォーカル、松岡充がトリビュート・アルバム『Matchy Tribute』でカヴァーした。
SMAP・中居正広は、近藤の楽曲の中で本曲が一番好きだという。
海外では香港のアニタ・ムイが「夕陽之歌」で、プリシラ・チャンが「千千闋歌」のタイトルカバーしており（広東語）、チョウ・ユンファ主演でアニタ・ムイ、時任三郎も出演した映画『アゲイン/明日への誓い（男たちの挽歌III）』の主題歌として使用された。それぞれの曲は中華圏でヒットしており、アニタ・ムイのカバーは自身の代表曲の一つとなっている。
カップリング曲「Nightless Girl」は、元々1987年発売アルバム『FOR YOU 抱擁』収録曲にリミックスを施しシングルカット。
バンド、FENCE OF DEFENSEのカヴァー。同バンドメンバーで作曲者西村麻聡が編曲も担当。メンバー全員演奏で参加。

## 収録曲
1. 夕焼けの歌
作詞：大津あきら／作曲・編曲：馬飼野康二
2. Nightless Girl（Remix Single Version）
作詞：柳川英巳／作曲・編曲：西村麻聡